# Rubicundiella annulicornis
Rubicundiella annulicornis là một loài tò vò trong họ Ichneumonidae.